# Strombelag
Der Strombelag ist ein konstruktives Maß und spielt eine wichtige Rolle für die thermische Ausnutzung der rotierenden elektrischen Maschine. 
In der Definition des Strombelags wird von der diskreten Verteilung der Leiter in Nuten abstrahiert, indem man sich die stromführenden Leiter eines Stranges gleichmäßig verteilt auf seine Wicklungszone vorstellt. Es entspricht somit dem Grenzfall einer Lochzahl von {\displaystyle {q\to \infty }}. In einer Maschine wird der Gesamtstrom aller Leiter im Bezug auf den Läuferumfang als Strombelag bezeichnet. Je nach Maschinengröße und Kühltechnik reicht er von 100 bis 600 A/cm.